# Linha Grebbe

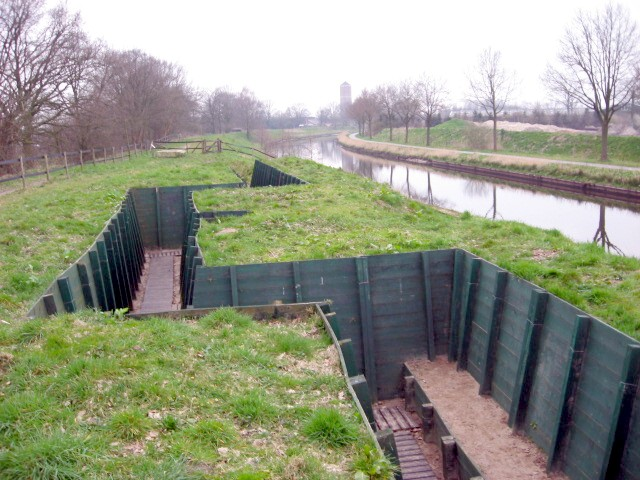
Linha Grebbe

A Linha Grebbe (em holandês: Grebbelinie) foi uma linha defensiva baseada em áreas de inundação. Equipada essencialmente com um canal de inundação e trincheiras, tendo também existido algumas casamatas e peças de artilharia, serviu como linha defensiva entre 1745 e 1951, estando com o passar dos anos em constante melhoramento à medida que a tecnologia bélica evoluía. Foi usada em vários conflitos durante o seu período de existência.
Na Segunda Guerra Mundial, apesar de estar aparentemente operacional, as bombas de água que inundariam o local não funcionaram, fazendo com que a linha não fosse inundada aquando da invasão dos alemães.